# A Thành
A Thành (tiếng Trung: 阿城区, Hán Việt: A Thành khu) là một quận thuộc địa cấp thị Cáp Nhĩ Tân, tỉnh Hắc Long Giang, Cộng hòa Nhân dân Trung Hoa. Quận này có diện tích, dân số. Quận này có diện tích 2452.1 km2, dân số năm 2004 là 580.000 người. Mã số bưu chính của A Thành là 15000. Về mặt hành chính, quận A Thành được chia thành 9 nhai đạo biện sự xứ, 6 trấn, 5 hương và 1 hương dân tộc. Quận này nguyên là huyện A Thành năm 1987. Quận này có là một quận công nghiệp, du lịch và khai khoáng phát triển.